# Еспалион
Еспалион (фр. Espalion) је насељено место у Француској у региону Миди Пирене, у департману Аверон.
По подацима из 2011. године у општини је живело 4313 становника, а густина насељености је износила 117,84 становника/km².

## Демографија
| 1962. | 1968. | 1975. | 1982. | 1990. | 2011. |
| ----- | ----- | ----- | ----- | ----- | ----- |
| 3.529 | 3.881 | 4.422 | 4.733 | 4.614 | 4.313 |